# فرنسيس بيكيت
فرنسيس بيكيت (بالإنجليزية: Francis Beckett)‏ هو كاتب سير ومؤرخ ومؤلف وصحفي بريطاني، ولد في 12 مايو 1945 في تشنيس في المملكة المتحدة.

## وصلات خارجية
- الموقع الرسمي